# Vatrene Ulice (glazbeni sastav, Split)
Vatrene Ulice bio je splitski heavy metal sastav, aktivan krajem 80-tih.

## Povijest
Sastav je osnovan 1987. godine, a osnovali su ga gitaristi Goran Pinterić i Ilija Utrobičić. Osnovali su ga kao srednjoškolski sastav i kao kopiju sastava Osmi putnik. Kroz kratko razdoblje rada, objavili su samo jedan demo album pod nazivom "Odavde do vječnosti" i jedan podijeljeni album (split album) zajedno sa sastavom Zippo 1989. Zippo lighter, pod etiketom splitske izdavačke kuće Lvxor. Skladbe su im bile na strani B: Sada znam, Dođi, Moj je život r'n'r , Samo za nas, Nikad više, 1001 noć, Moj je život r'n'r (disco), Ljubi me | voli me. Snimili su ga u Studiju Cipanici na Klisu 1988. godine. Glazbu, tekst i aranžmane napisali su Goran Pinterić - Ilija Utrobičić, osim za Moj je život r'n'r gdje je Dino Dvornik. Producenti su bili Oliver Mandić i Saša Kesić (Abortus, Tužne uši, Jimi & The Garage Band). Iako nisu postigli veliku popularnost kroz razdoblje rada, ipak ostaju zapamćeni kao jedan od kultnih splitskih metal sastava.

## Članovi
Konačna postava
- Siniša Vuco – vokali, bas-gitara
- Elvis Katić – bubnjevi
- Goran Pinterić "Pinta" – gitara
- Ilija Utrobičić – gitara

Bivši članovi
- Davor Gradinski "Dado" – bas-gitara
- Milan Čojić "Čoja" – bas-gitara
- Goran Bašić "Bašo" – bubnjevi
- Bojan Antolić "Božo" – gitara
- Dragan Ikodinović "Gally" – vokali
- Dane – vokali, bas-gitara

## Diskografija
Demo uradak
- Odavde do vječnosti

Split
- Zippo / Vatrene Ulice